# Varasdi-patak
Varasdi-patak är ett vattendrag i Ungern.   Det ligger i provinsen Baranya, i den sydvästra delen av landet, 150 km söder om huvudstaden Budapest.